# 李伯利
李伯利（1980年7月18日—），臺灣基督教牧師及政治人物，無黨籍。國立中山大學公共政策碩士。 李伯利曾於教會牧會並開設公司幫助社會邊緣人，多次擔任毒品防制講師，後創立幸福城市發展協會關心偏鄉學童教育。李伯利現為幸福城市發展協會理事長、台南市保護動物協會理事長、擔一里公共事務實踐學院院長、更新實業股份有限公司董事。李伯利參與過2020年立法委員選舉、2022年臺南市議員選舉，並積極投身地方工作，擔任台南市第六分局金華義警分隊分隊長、台南市雲林同鄉會理事和台南市退休警察人員府城協會顧問等。

## 成長背景
李伯利出生於臺南市，生長在五代皆信仰基督教的家庭。幼年就學於開元國小、後甲國中、崑山高中，因無法忍受嚴格的家庭教育，於17歲時離家出走，經營聲色場所和賭博欠債。
於2007年決心洗心革面、返歸社會，成為牧師投入教會服務並創立公司，2008年開始幫助和輔導社會邊緣人。後決心彙整自身的輔導經歷，讓更多人認識和理解社會邊緣人成因，於是報考中山大學高階公共政策碩士在職專班(The Executive Master of Public Policy Program，簡稱EMPP)，撰寫論文研究親職教育對邊緣人成長歷程的影響，並於2023年6月獲得碩士學位證書。

## 教會及社會工作
2007年，李伯利受到信仰感召，決定洗心革面。他開始投入教會服務，2008年開始陪伴輔導社會邊緣人。2011年就讀神學院，2012年成為牧師傳道，2015年5月在安平區創立「極光教會」。李伯利於教會認識大他15歲的輔導員施瑋韋，於2014年結婚。兩人結識的故事，被改編成為福音微電影《活出愛》，由周孝安、陳雪甄演出，其中龍劭華特別演出黑道老大一角。
在極少外援下，成功輔導超過50名邊緣人或家庭，其中包括吸毒、販毒、具有偷竊前科者。李伯利與施瑋韋持續輔導陪伴個案五年以上，幫助個案走上正軌、能穩定工作。
李伯利看見許多社會問題僅是結果呈現，深層的原因源於原生家庭，有感於婚姻關係及親職教育的影響力，李伯利於2020年創立「臺南市幸福城市發展協會」，以家庭及親職教育為出發，辦理各項講座，另資助偏鄉弱勢孩童與臺南偏鄉學校共同成立補救教學，幫助平衡城鄉差距及學童學力不均的問題。亦曾於於臺南市衛生局毒品防治中心、中國信託反毒基金會、慈幼工商，擔任反毒及藥物濫用防制教育講師。後於2021年李伯利創立「擔一里公共事務實踐學院」，號召有愛心、熱心、理想之臺南市民參與市政，從參與公共事務開始，成為走進鄰里、積極負責的全方位人才， 落實資源共享、優質社區的鄰里文化。2024年李伯利受邀承接台南市歷史最悠久之動保人民團體「台南市保護動物協會」理事長，偕同獸醫團體關切地方流浪犬貓問題。同年李伯利擔任台南市警局第六分局金華義警分隊長，廣邀地方有力人士支持警民合作、改善地方治安。

## 政治生涯
2022年宣布參選台南市議員南區、安平區市議員，李伯利表示，打著「不戴面具誠實參政」的理念，期待將台南打造成一個幸福友善的城市、支持青年創業，同時加快都市發展的進度。
台南議員參選人李伯利質疑種電破壞生態，李伯利憂心填土行徑恐影響蓄洪功能，更破壞紅樹林抵擋暴潮的防護線。他指出，「填土行徑已破壞水文及生態，業者應秉持良心，開發應顧及自然生態，南市府更需做好把關工作」。
李伯利建議台南市政府團隊應再強化防疫措施，嚴陣以待。南市府觀旅局應暫停鼓勵遊客來台南旅行，並輔導旅宿業者加強環境清潔
對於台南安平舊部落觀光區遇假期常塞車老問題，南市議員參選人李伯利與地方人士訪談後提出兩大解方，李伯利為找出問題癥結與解決之道，近期拜訪多名當地熱心民眾與基層員警，彙整出「阻絕車潮」及「擴大觀光景點」的策略。
南市南區、安平區議員參選人李伯利籲政府「終結農地違章工廠亂象」宣言，中央、地方政府應堅守期限，不要放寬條件，不該被少數違法者軟土深掘，違規業者就該「即報即拆」
2016年11月17日，偕同300位牧者到立法院，反對草率通過同性婚姻合法化。2019年6月，召開記者會反對立法院臨時會通過的公投法修正案，不支持公投與大選脫鉤。
2019年6月底，李伯利決定代表安定力量參選台南立委，同年11月21日，正式前往中選會登記為2020年第10屆台南市第5選區立法委員候選人
2020年立委選舉，李伯利主要對手為民進黨籍現任立委林俊憲，國民黨籍候選人蔡淑惠，他提出重建基礎年金、落實社會保險、強化社會安全網、規劃社會住宅及托育中心等政見。
立委競選期間，李伯利以2台造型小車宣傳理念，取代傳統吵鬧造勢活動，並與台南市第6選區候選人李晉豪，一同舉辦聯合募款餐會，選舉結果獲得6,350票，未能挑戰成功。
2022年7月24日，李伯利召開安定力量黨員大會，決議解散安定力量，並於同年8月15日正式由內政部發文公告。

2022年11月26日，九合一大選落幕，台南第9選區（安平區、南區）選出六位議員，李伯利以5316票落敗，政黨勢力仍由藍綠兩黨分配，但仍表達四年後再戰。

## 選舉紀錄
| 年度 | 選舉屆數             | 選舉區           | 所屬政黨    | 得票數 | 得票率 | 當選標記 | 備註 |
| ---- | -------------------- | ---------------- | ----------- | ------ | ------ | -------- | ---- |
| 2020 | 第十屆立法委員選舉   | 臺南市第五選舉區 | 安 安定力量 | 6,350  | 3.18%  |          |      |
| 2022 | 第四屆台南市議員選舉 | 台南市第九選舉區 | 無黨籍      | 5,316  | 6.04%  |          |      |

## 資料來源
1. 1 2  . ethesys.lis.nsysu.edu.tw.   [2024-03-22]. （原始内容存档于2024-03-22）.
2. 1 2  . itaiwan.   [2024-03-22]. （原始内容存档于2024-09-01） （中文）.
3. ↑  . 臺南市選舉委員會.   [2024-03-22]. （原始内容存档于2024-03-22） （中文（臺灣））.
4. 1 2  . 擔一里公共事務實踐學院.   [2024-03-22]. （原始内容存档于2022-04-09） （英语）.
5. ↑  . www.twincn.com.   [2024-03-22]. （原始内容存档于2024-03-22） （中文（臺灣））.
6. ↑  臺南市政府社會局. . 臺南市政府社會局. 2024-08-21  [2025-04-18] （中文（繁體））.
7. ↑  . GOODTV+ 好消息電視台.   [2024-03-22]. （原始内容存档于2024-03-22） （中文（臺灣））.
8. ↑  ,   [2024-03-22], （原始内容存档于2024-03-22） （中文（中国大陆））
9. ↑  ,   [2024-03-22], （原始内容存档于2024-03-22） （中文（中国大陆））
10. ↑  . 自由時報.   [2020-02-13]. （原始内容存档于2020-02-13）.
11. ↑  臺南市政府社會局. . 臺南市政府社會局. 2024-08-21  [2025-04-18] （中文（繁體））.
12. ↑  ETtoday新聞雲. . 2021-12-02  [2022-03-13]. （原始内容存档于2022-04-07）.
13. ↑  . 觀傳媒. 2022-01-11  [2022-03-13]. （原始内容存档于2022-04-06）.
14. ↑  . 觀傳媒. 2022-01-22  [2022-03-13]. （原始内容存档于2022-04-06）.
15. ↑  作者. . 自由時報. 2022-02-28  [2022-03-13]. （原始内容存档于2022-04-25）.
16. ↑  作者. . 自由時報. 2022-03-08  [2022-03-13]. （原始内容存档于2022-04-06）.
17. ↑  李容珍. . 基督教論壇報. 2019-11-16  [2020-02-13]. （原始内容存档于2020-02-13）.
18. ↑  趙婉淳、林良齊、季節. . 中國時報. 2019-06-19  [2020-02-13]. （原始内容存档于2020-02-13）.
19. ↑  自由時報電子報. . news.ltn.com.tw. 2019-11-21  [2024-03-22]. （原始内容存档于2020-02-13） （中文（臺灣））.
20. ↑  陳聖璋. . 今日新聞NOWnews. 2019-11-29  [2020-02-13]. （原始内容存档于2020-03-05）.
21. ↑   (PDF). 中央選舉委員會.   [2020-02-13].
22. ↑  洪瑞琴. . 自由時報. 2019-11-21  [2020-02-13]. （原始内容存档于2020-02-13）.
23. ↑  林悅. . ETtoday新聞雲. 2019-11-03  [2020-02-13]. （原始内容存档于2020-02-13）.
24. ↑  . 自由時報.   [2020-02-13]. （原始内容存档于2020-02-13）.
25. ↑  自由時報電子報. . 自由時報電子報. 2022-12-02  [2023-02-03]. （原始内容存档于2023-02-03） （中文（臺灣））.

## 外部連結
- 李伯利的Facebook專頁
- YouTube上的李伯利頻道